# Hada nevadensis
Hada nevadensis là một loài bướm đêm trong họ Noctuidae.